# Chất chủ vận Beta
Các chất chủ vận Beta hay chất chủ vận thụ thể hoócmôn tuyến thượng thận Beta (khi dịch nguyên văn tên đầy đủ) là các dược phẩm có tác dụng duỗi các cơ của đường dẫn khí, làm giãn rộng đường dẫn khí và dẫn đến việc hô hấp dễ dàng hơn. Chúng là một lớp các tác nhân cận/bắt chước giao cảm tác động trên các thụ thể tuyến thượng thận Beta. Nói chung, các chất chủ vận beta đơn thuần có chức năng đối lập với chất đối kháng Beta (beta blocker). Trong nông nghiệp, họ chất chủ vận β là một dạng chất tăng trọng, chất tạo nạc được xếp vào loại chất độc cấm sử dụng trong chăn nuôi trên toàn thế giới. Đây là một loại hoóc môn kích thích tăng trưởng bị cấm sử dụng trong chăn nuôi.

## Phân loại
Họ β-agonist gồm 2 nhóm.

### Nhóm β1-agonist
Gồm các chất có tác dụng kích thích tim, được dùng để điều trị sốc tim, suy tim cấp tính như:
- Dobutamine
- Isoproterenol
- Xamoterol
- Epinephrine

### Nhóm β2-agonist
Gồm các chất làm giãn cơ, được dùng để điều trị hen suyễn, bệnh phổi mãn tính.
- Salbutamol (Albuterol)
- Clenbuterol
- Epinephrine
- Fenoterol
- Formoterol
- Isoproterenol (β1 and β2)
- Metaproterenol
- Salmeterol
- Terbutaline
- Clenbuterol
- Isoetarine
- pirbuterol
- procaterol
- ritodrine
- epinephrine
- arbutamine
- befunolol
- bromoacetylalprenololmenthane
- broxaterol
- cimaterol
- cirazoline
- denopamine
- dopexamine
- etilefrine
- hexoprenaline
- higenamine
- isoxsuprine
- mabuterol
- methoxyphenamine
- nylidrin
- oxyfedrine
- prenalterol
- ractopamine
- reproterol
- rimiterol
- tretoquinol
- tulobuterol
- zilpaterol
- zinterol

Trong những chất kể trên thì Salbutamol, Clenbuterol và Ractopamine là ba chất đứng đầu trong danh mục 18 chất trên, hóa chất bị cấm sử dụng trong chăn nuôi.

## Sử dụng và tác hại
Họ β- agonist là một trong những hợp chất dùng trong chăn nuôi, đặc biệt là chăn nuôi heo để kích thích heo tăng trưởng và cho thịt siêu nạc. Với thuốc salbutamol (dùng ở người), các chuyên gia khuyến cáo phải thận trọng khi dùng cho người đang có bệnh tim mạch như tăng huyết áp, bệnh tiểu đường và phụ nữ đang mang thai. Để heo nhanh lớn, siêu nạc, dễ bán, một số người chăn nuôi thường dùng các chất Clenbuterol và salbutamol. Hai chất này thuộc nhóm beta agonist có tác dụng làm giãn phế quản, được dùng làm thuốc chữa bệnh hen suyễn ở người. Tác dụng phụ của hai chất này làm cho heo nở nang, tăng trọng nhanh, nhất là tăng lượng nạc. khi heo được cho ăn các chất trên thì sẽ siêu nạc, tiêu lượng mỡ, và nếu không bán nhanh thì heo sẽ chết. Do vậy, thường người ta chỉ cho dùng các chất trên khi heo gần đến ngày xuất chuồng.
Clenbuterol là chất độc chất giúp tăng trọng gia súc, nguy hiểm đối với sức khoẻ con người. là loại chất kích thích tuyến thượng thận, điều tiết sinh trưởng động vật, thúc đẩy quá trình phát triển cơ bắp, làm tăng lượng thịt nạc và đẩy nhanh việc phân giải mỡ, giảm tối đa lượng mỡ hình thành trong cơ thể, chỉ để lại một lớp rất mỏng. Clenbuterol trộn vào thức ăn gia súc nhằm tạo ra vật nuôi siêu nạc, mau lớn. Clenbuterol có tác dụng đẩy nhanh quá trình đốt cháy mỡ, tăng cường phát triển cơ bắp nhưng dùng quá liều sẽ khiến cơ thể mang bệnh và có thể dẫn đến tử vong. Việc ăn phải thịt lợn chứa chất Clenbuterol về lâu dài có thể gây biến chứng ung thư, ngộ độc cấp, run cơ, đau tim, tim đập nhanh, tăng huyết áp, choáng váng… Clenbuterol sẽ gây tổn hại cho hệ thần kinh, hệ tuần hoàn, thậm chí gây chết người. Đối với gia súc như lợn, con vật khi ăn phải chất này chỉ có thể tồn tại được quá nửa tháng là phải giết mổ.
Nếu lợn được kích nạc bằng Salbutamol thì cơ bắp, cơ mông, đùi rất chắc, nổi rõ. Salbutamol được hấp thụ dễ dàng qua đường tiêu hóa, là loại thuốc dùng cắt cơn hen, giãn phế quản, giãn cơ trơn. Salbutamol có thể gây nhược cơ, làm giảm vận động của cơ, khớp, khiến cơ thể phát triển không bình thường. Khi ăn thịt lợn có Salbutamol cũng giống như uống thuốc này. Lượng Salbutamol còn tồn dư trong thịt bao nhiêu sẽ được cơ thể người hấp thu bấy nhiêu. Nếu người tiêu dùng ăn thịt heo có tồn dư hai chất nói trên thì lâu dần sẽ có nguy cơ bị ảnh hưởng xấu lên tim mạch, làm cho tim đập nhanh, tăng huyết áp, run cơ, rối loạn tiêu hóa và có thể là nguy cơ cho những căn bệnh khác. Ngoài ra chất Ethephon (thúc chín tố) để bảo quản thịt, các lái buôn đã sử dụng hóa chất này để bảo quản thịt gia súc, gia cầm sau giết mổ nhằm giữ độ tươi của thịt. Trong chế biến bảo quản thực phẩm có nguồn gốc động vật, chất này cũng bị cấm sử dụng.
Đặc điểm thịt theo siêu nạc: Khi heo còn sống, da có độ căng khác thường, trương mỏng, có cảm giác như ứ nước bên trong. Trên da còn xuất hiện đốm đỏ, heo đi đứng nặng nề, thậm chí còn bại liệt do xương bị mục. Heo có nạc nhiều vun cao (nạc gần sát với da), heo có mỡ ít, chỉ mỏng khoảng 0,4 cm (heo bình thường dày 1-1,5 cm). Thịt heo có màu đỏ như thịt bò, không còn mềm mại (thịt heo bình thường có màu hồng tự nhiên và mịn); khi nấu nướng bị mất chất béo và mùi vị thơm ngon. Loại thịt lợn ăn "bột siêu nạc" tích nước nhiều, thịt có độ ẩm cao, mặt cắt trên thớ thịt không được mịn, thớ ngắn, độ săn chắc kém. Tại bắp vai, đùi vật nuôi, lượng thịt nạc phát triển bất thường, u lên, màu đỏ au giống thịt bò.

## Rủi ro
Những chất cấm này đã xuất hiện tại Việt Nam và dư luận đã lên tiếng mạnh mẽ khi tình hình sử dụng chất kích thích tạo nạc đang ngày càng phổ biến. Tại hội thảo, PGS-TS Phan Thị Sửu, Hội Khoa học kỹ thuật an toàn thực phẩm VN, cảnh báo: Người tiêu dùng ăn phải thịt heo có tồn dư chất cấm thuộc nhóm beta agonist sẽ bị ngộ độc, nếu nặng có thể nguy hiểm đến tính mạng. Về lâu dài, tồn dư các chất này trong thịt heo có thể gây biến chứng ung thư, ngộ độc cấp, run cơ, đau tim, tim đập nhanh, tăng huyết áp, choáng váng, thậm chí gây chết người.